# Invasione di Dominica (1778)
L'invasione di Dominica si svolse il 7 settembre 1778 nell'ambito dei più vasti eventi della guerra anglo-francese: una forza d'invasione del Regno di Francia al comando del governatore delle Antille francesi François Claude de Bouillé prese terra sulla costa meridionale della piccola isola caraibica di Dominica, colonia del Regno di Gran Bretagna, ed espugnò le principali difese della guarnigione britannica che si arrese rapidamente.

## Antefatti
Subito dopo la decisiva battaglia di Saratoga dell'ottobre 1777 e la seguente resa dell'armata britannica del generale John Burgoyne, la Francia decise di scendere apertamente in campo nella imperante guerra d'indipendenza americana come alleato dei nascenti Stati Uniti. Lo scopo dell'ingresso della Francia nel conflitto doveva essere la riconquista ai britannici degli svariati territori perduti a loro vantaggio nella precedente guerra dei sette anni; tra questi vi era la strategica isola di Dominica nelle Indie occidentali, posta a metà strada tra i due possedimenti francesi della Martinica e della Guadalupa e che era stata conquistata dai britannici nel 1761: la ricattura dell'isola avrebbe migliorato le comunicazioni navali tra le isole francesi, e negato ai corsari britannici una solida base da cui attaccare i bastimenti della Francia.
Il governatore britannico di Dominica, Thomas Shirley, era preoccupato per la sicurezza dell'isola fin dall'inizio delle ostilità con le Tredici colonie nel 1775: andando contro le direttive di Londra che tendevano a minimizzare la spesa per la difesa delle colonie, Shirley iniziò immediatamente i lavori per edificare un forte sulla penisola di Cachacrou ed erigere altre difese in luoghi chiave dell'isola. Questi lavori erano ancora incompleti quando nel giugno 1778 Shirley lasciò l'isola per rientrare in patria; il comando fu assunto dal nuovo governatore William Stuart, ma i lavori di rafforzamento delle difese non furono completati in tempo per l'agosto 1778, quando François Claude de Bouillé, governatore delle Antille francesi, ricevette la notizia dalla madrepatria che era stata dichiarata guerra alla Gran Bretagna.
La fregata francese Concorde raggiunse la Martinica il 17 agosto 1778 con gli ordini di Parigi di occupare Dominica alla prima opportunità favorevole, e de Bouillé iniziò subito a stendere piani in tal senso: il governatore aveva mantenuto contatti con la popolazione dominicana, rimasta in maggioranza leale alla Francia durante gli anni dell'amministrazione britannica, e come risultato i francesi potevano disporre di resoconti accurati sulle difese dell'isola e che la guarnigione ammontava a meno di "cinquanta soldati inadatti all'azione". De Bouillé disponeva anche di informazioni sulla flotta britannica dell'ammiraglio Samuel Barrington dislocata in zona, la quale risultava significativamente più potente delle forze navali francesi a sua disposizione; all'insaputa di de Bouillé, tuttavia, Barrington, che aveva da poco assunto l'incarico, diede l'ordine di trattenere la maggior parte della sua flotta a Barbados in attesa di ricevere ulteriori istruzioni: le forze regolari britanniche lasciate a difesa di Dominica, ammontanti a circa un centinaio di uomini, furono quindi distribuite a difesa della capitale Roseau, delle colline circostanti e della penisola di Cachacrou.
De Bouillé mantenne con cura una facciata di buoni rapporti con le autorità dominicane mentre andava ammassando sulla Martinica una forza d'invasione. Il 2 settembre de Bouillé e Stuart firmarono un accordo per proibire formalmente alle ciurme dei rispettivi corsari il diritto di saccheggio, ma il giorno seguente il francese inviò un suo ufficiale a verificare se la fregata della Royal Navy normalmente presente a Dominica si trovava ancora alla fonda nella Baia di Prince Rupert (l'odierna Portsmouth): Stuart, insospettitosi, fece arrestare l'uomo ma in seguito lo fece rilasciare. Il 5 settembre de Bouillé ricevette informazioni secondo cui la fregata britannica era salpata per Barbados, e decise di lanciare immediatamente l'invasione: quella sera alcuni francesi (le fonti britanniche suggeriscono che si trattasse di soldati infiltrati sull'isola) raggiunsero le batterie d'artiglieria britanniche collocate a Cachacrou, fecero bere alcolici alla guarnigione e versarono della sabbia nei foconi dei cannoni rendendoli inutilizzabili. De Bouillé aveva da tempo inflitrato suoi agenti sull'isola che riuscirono a convincere diversi membri della milizia locale ad abbandonare i loro ranghi una volta avviata l'invasione.

## L'invasione

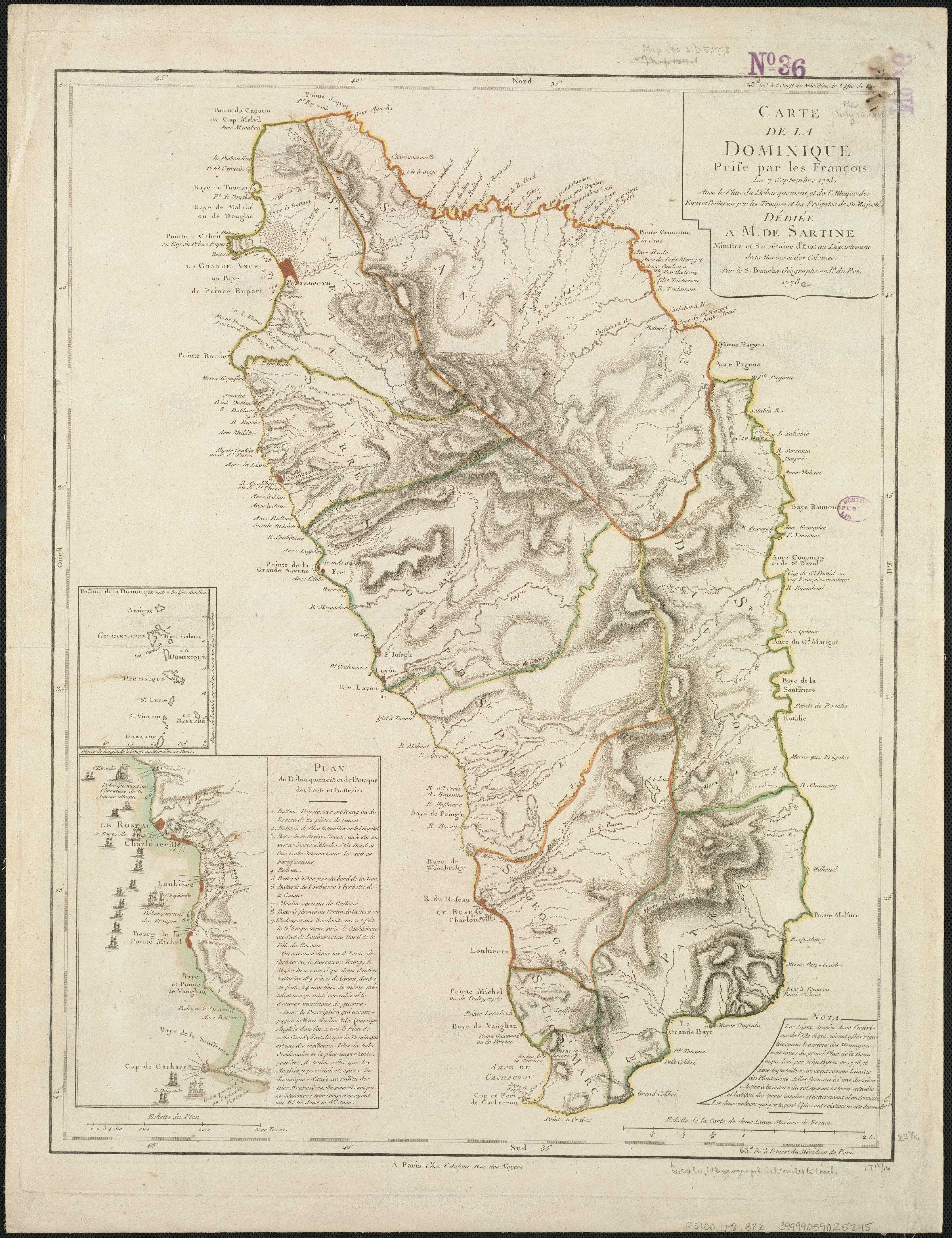
Carta francese del 1778 raffigurante l'isola di Dominica

Poco dopo il sorgere del sole il 6 settembre 1778, 1 800 soldati francesi e 1 000 volontari locali si imbarcarono alla Martinica sulle fregate Tourterelle, Diligente e Amphitrite, sulla corvetta Étourdie e su una flottiglia di imbarcazioni più piccole. Il primo obiettivo dell'assalto dovevano essere le batterie britanniche a Cachacrou dove la guarnigione, ancora ubriaca e impossibilitata a operare i cannoni, fu facilmente sopraffatta senza significative resistenze all'alba del 7 settembre dall'avanguardia forze francesi; due regolari britannici del 48th (Northamptonshire) Regiment of Foot trovarono la morte cadendo dai bastioni del forte. Dopo aver messo in sicurezza la postazione, i francesi fecero fuoco con i cannoni e lanciarono alcuni razzi per allertare i loro alleati sull'isola; gli spari misero in allarme anche Stuart a Roseau, che fece subito dare l'allarme: molti membri della milizia locale non si presentarono alla chiamata, e solo un centinaio di miliziani poterono essere dispiegati sulle difese di Roseau.
I francesi procedettero a sbarcare ulteriori truppe tra Roseau e Cachacrou, con l'obiettivo di impossessarsi delle colline attorno alla capitale. La forza principale di 1 400 uomini venne fatta sbarcare a circa 3 chilometri a sud di Roseau vicino Pointe Michel, subendo però il forte fuoco dei difensori britannici apostati sulle colline che causarono circa 40 tra morti e feriti al nemico; de Bouillé sbarcò con una forza di 600 uomini a Loubiere, tra Pointe Michel e Roseau, mentre altri 500 uomini prendevano terra a nord della capitale e le fregate francesi cannoneggiavano le difese della stessa Roseau.. I francesi catturarono rapidamente il fortino costiero situato a Loubiere, ma furono per tre volte respinti all'interno di esso dal forte fuoco nemico e dovettero ripiegare fino a che le altre forze non furono in grado di impossessarsi delle colline. Entro mezzogiorno i francesi avevano messo sotto il loro controllo il terreno elevato intorno alla capitale, e Stuart si convinse che la situazione fosse ormai senza speranza.

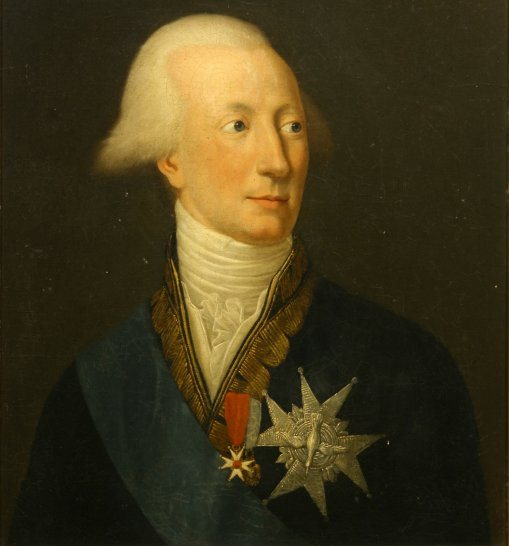
Un ritratto di François Claude de Bouillé

Seguirono dei negoziati tra francesi e britannici, e Stuart siglò i termini della resa alle 15:00. Le trattative furono momentaneamente interrotte da una fregata francese, il cui capitano, che apparentemente non era stato informato dei negoziati, fece aprire il fuoco su Fort Young sopra il quale continuava a sventolare la bandiera britannica; i due governatori si affrettarono a raggiungere il forte per impedire ulteriori combattimenti fino a che gli accordi di resa non fossero stati completati. I francesi fecero quindi il loro formale ingresso a Roseau: i regolari britannici furono presi prigionieri mentre i miliziani furono congedati e rimandati alle loro case. De Bouillé, che voleva evitare conflitti con la popolazione, vietò alle truppe di saccheggiare la città, ma impose una tassa di 4 400 sterline agli abitanti il cui ammontare fu poi diviso tra i suoi soldati.

## Conseguenze
De Bouillé lasciò a Dominica una guarnigione di 800 uomini (700 regolari francesi e 100 miliziani neri liberi) sotto il comando del marchese de Duchilleau e fece ritorno alla Martinica.
La notizia che Dominica era stata conquista colse di sorpresa il governo di Londra: considerando che la presenza anche di un solo vascello da guerra a guardia dell'isola avrebbe potuto impedire l'attacco francese, l'ammiraglio Barrington fu pesantemente incolpato per la sconfitta e criticato per essersi così strettamente attenuto ai suoi ordini. Le istruzioni che avevano trattenuto Barrington a Barbados riguardavano l'ordine di preparare l'invasione della colonia francese di Saint Lucia, che infine ebbe luogo nel dicembre 1778; questi eventi furono i primi di una serie di azioni militari nelle isole dei Caraibi svoltesi per tutta la durata della guerra, durante le quali de Bouillé fu spesso coinvolto. Thomas Shirley, fatto governatore delle Isole Sottovento Britanniche nel 1781, venne preso prigioniero dallo stesso de Bouillé al termine dell'assedio di Brimstone Hill a Saint Kitts.
Dominica rimase in mano ai francesi fino al 1784 quando, nonostante la contrarietà di de Bouillé, fu restituita al controllo britannico in ossequio ai termini del trattato di Parigi conclusivo delle ostilità. Il fatto che i francesi avessero fornito armi ai nativi e agli abitanti di sangue misto durante il periodo dell'invasione causò problemi per i britannici: queste forze locali, che in precedenza erano abbastanza pacifiche, opposero resistenza ai tentativi britannici di espandere le loro posizioni sull'isola, portando a un conflitto esteso nel 1785.